# メキシコウサギ
メキシコウサギ(Romerolagus diazi)は、哺乳綱兎形目ウサギ科メキシコウサギ属に分類されるウサギ類。本種のみでメキシコウサギ属を構成する。

## 分布
メキシコ（イースタークシーワートル山、ティアロク山、ペラド山、ポポカテペトル山）

## 形態
頭胴長（体長）27 - 31.5センチメートル。尾長1.8 - 3.1センチメートル。体重380 - 600グラム。尾は短く、外観からは見えない。全身は短い体毛で密に覆われる。背面や側面は暗褐色、腹面は淡黄褐色。
耳介は短く丸みを帯び、長さ4 - 4.5センチメートル。四肢は短い。鎖骨と胸骨は癒合する。
出産直後の幼獣は体毛で覆われるが、眼は開いていない。

## 生態
標高2,800 - 4,250メートルの火山にある、下生えが密生した樹高20 - 30メートルの松林やハンノキ類の林の周辺に生息する。薄明時や夜間に活動する。2 - 5頭の群れを形成して生活する。長さ5メートル、地中0.4メートルの出入り口が植物で覆われた巣穴を掘って生活する。
繁殖様式は胎生。周年繁殖するが、主に夏季に繁殖する。妊娠期間は28 - 40日。4 - 9月に植物の根元に繁殖用の浅い窪みを掘り、その中で1回に1 - 3頭の幼獣を産む。幼獣は生後2週間は繁殖用の巣穴の中で過ごし、生後3週間になると巣穴の外へ出て活動するようになる。

## 人間との関係
都市開発や農地開発・道路建設・過放牧・牧草のための火入れなどの生息地の破壊により、生息数が減少している。法的に保護の対象とされ狩猟が禁止されているが、ウサギ科の他種を狩猟する際に誤って狩猟される事もあるなど施行は十分ではない。1975年のワシントン条約発効時から、ワシントン条約附属書Iに掲載されている。1997年の報告では、生息数は7,085頭と推定されている。
日本では恩賜上野動物園で飼育例があり、2013年に東山動植物園で飼育例がある。日本では2014年に、東山動植物園が飼育下繁殖に成功した。